# Rabčice
Rabčice é um município da Eslováquia, situado no distrito de Námestovo, na região de Žilina. Tem 22,18 km² de área e sua população em 2018 foi estimada em 2.025 habitantes.

## Demografia
| Ano:        | 1994 | 2004    | 2014   | 2024   |
| ----------- | ---- | ------- | ------ | ------ |
| Broj ljudi: | 1665 | 1890    | 2001   | 2101   |
| Razlika:    |      | +13,51% | +5,87% | +4,99% |

| Ano:               | 2023 | 2024   |
| ------------------ | ---- | ------ |
| Número de pessoas: | 2100 | 2101   |
| Diferença:         |      | +0,04% |